# Koniuszki (województwo podkarpackie)
Koniuszki (dawniej Koniuchy) – wieś w Polsce położona w województwie podkarpackim, w powiecie przemyskim, w gminie Fredropol.
Dawniej gmina jednostkowa w powiecie niżankowickim Królestwa Galicji i Lodomerii. Od 1934 w zbiorowej gminie Hermanowice.
W latach 1975–1998 miejscowość administracyjnie należała do województwa przemyskiego.